# Petroica citrina
La petroica citrina (Microeca flavigaster) és un ocell de la família dels petròicids (Petroicidae).

## Hàbitat i distribució
Habita les sabanes, boscos i manglars, localment al nord-est d'Austràlia Occidental i nord del Territori del Nord, cap a l'est fins al nord-est de Queensland. Estès al sud de Nova Guinea i localment al nord.

## Taxonomia
Algunes classificacions consideren que la població del nord-est d'Austràlia Occidental és en realitat una espècie diferent:
- Microeca tormenti Mathews, 1916 - petroica de Kimberley.[3]